# Idiops lacustris
Idiops lacustris là một loài nhện trong họ Idiopidae.
Loài này thuộc chi Idiops. Idiops lacustris được Mary Agard Pocock miêu tả năm 1897.